# Виленская область
Виленская область — кратковременная административная единица Белорусской Советской Социалистической Республики в составе СССР, созданная после присоединения к ней Западной Белоруссии.
В сентябре 1939 года Красная Армия во время Польского похода заняла Вильно, и город был включен в состав БССР. В городе открылась газета «Виленская правда», и у партийных руководителей Беларуси даже появилась идея о переносе столицы БССР из Минска в Вильну. На территории Виленского воеводства была создана Виленская область. Но просуществовала она не долго (две недели), ведь 10 октября был подписан договор с Литвой о передаче ей столицы области, а её административный центр был перенесен в Вилейку, и она превратилась в Вилейскую область, но южная часть области была передана в Барановичскую область.

## Описание
Образована на территории Виленского воеводства. Делилась на те же повяты, что и воеводство, но ими управляли либо комиссары, либо оккупационные войска Красной Армии, ведь гражданскую администрацию везде организовать не получилось. Область не имела верховной власти (областного совета и других органов), ведь она предполагалась как временная военно-гражданская администрация, власть в которой де-факто принадлежала Красной Армии. Создание области не было подтверждено Верховным советом СССР, и после подписания договора о передаче Вильнюса Литве она была ликвидирована.